# Chrétien-Louis-Joseph de Guignes
Chrétien-Louis-Joseph de Guignes, född 1759, död 1845, var en fransk diplomat och resenär. Han var son till Joseph de Guignes.
År 1784 begav sig Guignes till Kina (Qingdynastin), följde 1794 en nederländsk beskickning till Peking vilken leddes av Isaac Titsingh. Han utgav efter sin återkomst Voyages à Peking (1809). Han utgav även en efter Basilius av Glemona bearbetad Dictionnaire chinois-français et latin (1813).

## Fotnoter
1. 1 2  Bruno Delmas & Rémi Mathis (red.), Annuaire prosopographique : la France savante, CTHS person-ID: 116349, läst: 9 oktober 2017.[källa från Wikidata]